# We Don't Stop
Singles de Kana Nishino
Sayonara
(2013) Darling
(2014)
Pistes de with LOVE
Koisuru Kimochi Love Is All We Need
We Don't Stop est le 23e single de la chanteuse de J-pop Kana Nishino.

## Présentation
Il est sorti sous le label SME Records Inc. le 21 mai 2014 au Japon. Il sort au format CD et CD+DVD. Il atteint la 2e position à l'Oricon. Il se vend à 20 779 exemplaires la première semaine et reste classé 12 semaines pour un total de 33 423 exemplaires vendus. We Don't Stop a été utilisée comme thème musical pour le drama Hanasaki Mai ga Damattenai. Les chansons We Don't Stop et 25 se trouvent sur l'album with LOVE.

## Pistes
| 1. | We Don't Stop  | Kana Nishino, Giorgio13 | Giorgio Cancemi                        |  |
| 2. | Happy Birthday | Kana Nishino            | Lisa Desmond Joveek Murphy             |  |
| 3. | 25             | Kana Nishino            | Kentaro(Andersons) Dominika(Andersons) |  |

| 1. | "The Nishino Family Party 2013" Digest Video Recording |  |